# Seal Chart
Seal Chart – wieś w Anglii, w hrabstwie Kent, w dystrykcie Sevenoaks. Leży 20 km na zachód od miasta Maidstone i 37 km na południowy wschód od centrum Londynu.